# Hettigenbeuern

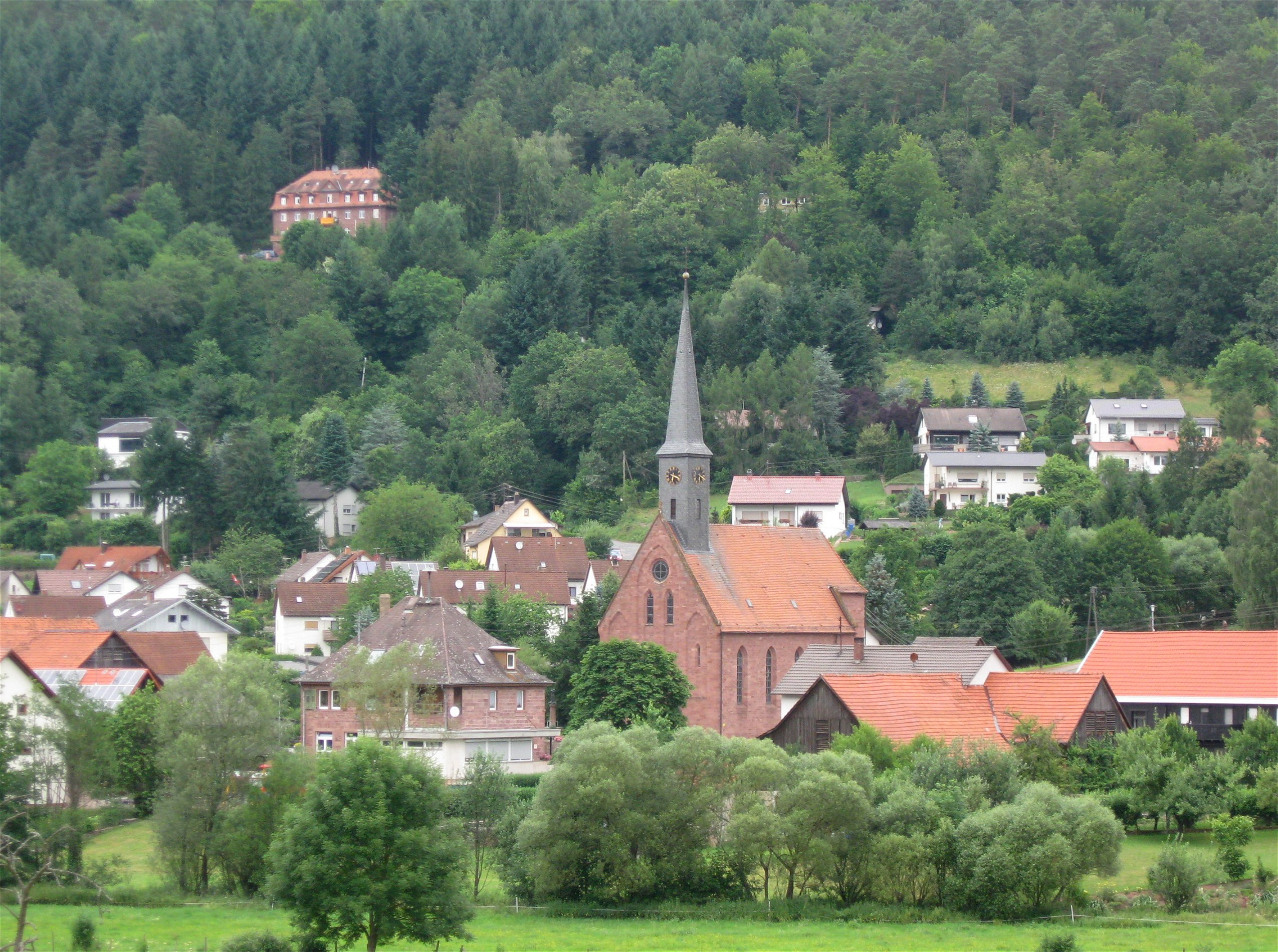
Ansicht von Hettigenbeuern

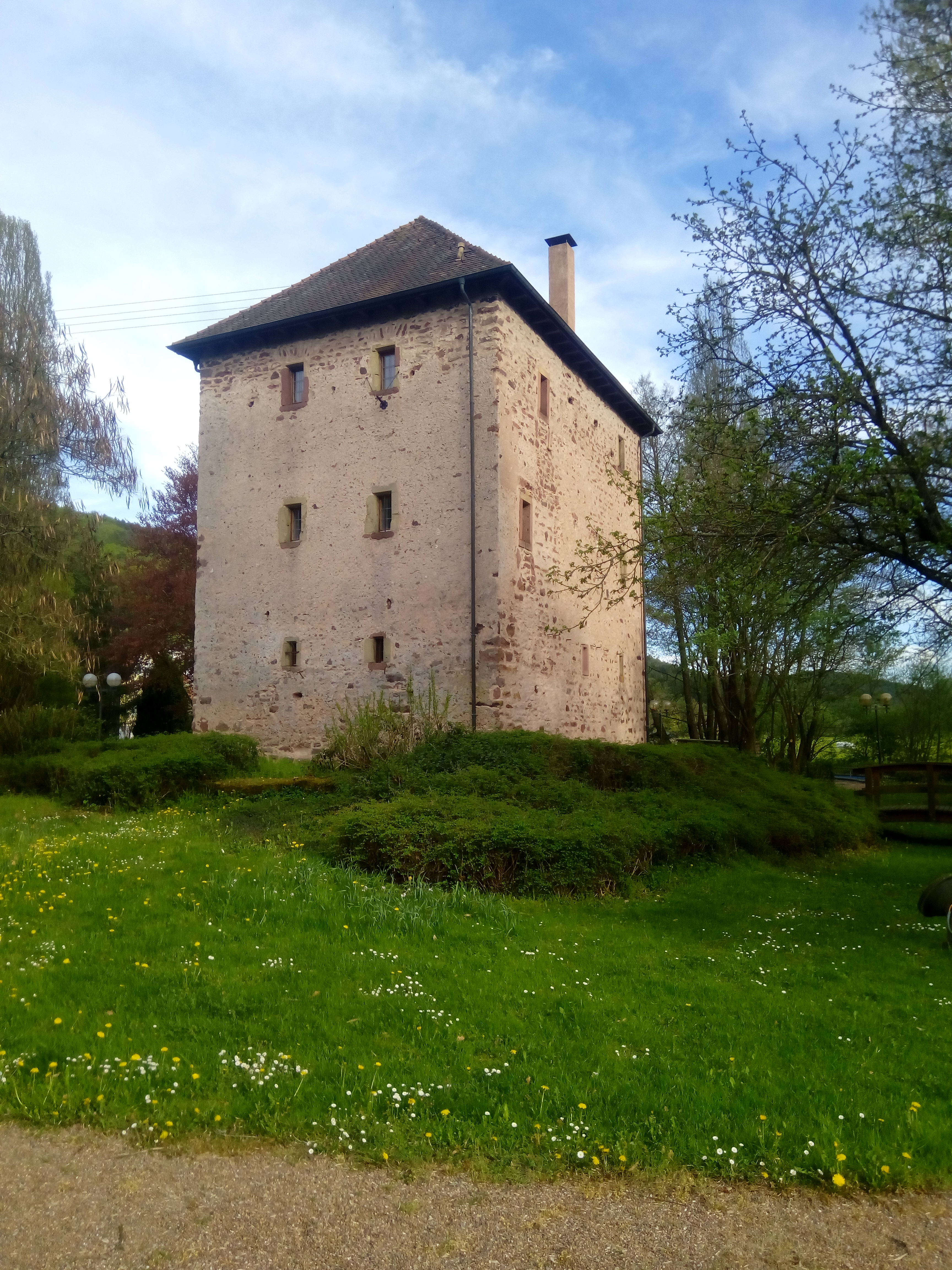
Götzenturm des Götz von Berlichingen

Hettigenbeuern ist ein Stadtteil von Buchen (Odenwald) im Neckar-Odenwald-Kreis in Baden-Württemberg. Der Ort liegt im Morretal zwischen Buchen und Zittenfelden.

## Geschichte
Die erste urkundliche Erwähnung stammt aus dem Jahre 1306 als selbständige Pfarrei Hettigenbeuern und Rodungssiedlung des Klosters Amorbach, das ursprünglich alleiniger Grundherr war.
Mit Errichtung der Pfarrei wurde eine Kirche auf dem Friedhofsgelände gebaut. Nach der Zerstörung im Dreißigjährigen Krieg wurde 1903 mit dem Bau der jetzigen Kirche im neugotischen Stil begonnen.
Ursprünglich war Hettigenbeuern im Besitz der Herren von Adelsheim, danach würzburgisch, schließlich ging die Hälfte des Ortes in den Besitz des jungen Götz von Berlichingen. Aus dieser Zeit stammt noch der heutige Götzenturm (damals Wohn- und Wehrturm). Ein Wappenstein, der die Jahreszahl 1414 trägt, und Grabungsfunde sind die letzten Zeugen einer Burg, die auf dem Burgbuckel stand. Sie wurde im Dreißigjährigen Krieg zerstört.
Eine Aufwärtsentwicklung hat Hettigenbeuern seit dem 19. Jahrhundert zu verzeichnen, zurückzuführen auf den gewerblichen Tabakanbau in der Gemeinde. Das Klima und die Bodenbeschaffenheit eignen sich besonders für den Anbau von Qualitätstabaken. Hettigenbeuern wurde die Tabakmetropole des Odenwaldes genannt. Die Tabakscheunen prägen noch heute das Ortsbild.
1806 kam Hettigenbeuern zum Großherzogtum Baden. 
Am 1. Oktober 1974 wurde die Stadt Buchen mit Götzingen, Hainstadt, Hettigenbeuren und Hettingen zur heutigen Stadt Buchen vereinigt.